# 博茨瓦納國徽
博茨瓦納國徽在1966年啟用，為盾徽，呈非洲式設計。上部為三個齒輪，中間為水紋，下面為牛頭。盾為兩隻斑馬所扶持。它們又扶持著象牙和高粱。下面的綬帶書有博茨瓦納的格言「雨水」。